# Hans Adolf Halbey
Hans Adolf Halbey (* 19. August 1922 in St. Wendel/Saar; † 8. Mai 2003 in Mainz) war ein deutscher Kunsthistoriker, Dichter und Lyriker, Museumsdirektor sowie Autor von Kinderbüchern.

## Leben
Hans Adolf Halbey wurde als Sohn von Maria Halbey, geborene Müller, und Hermann Halbey geboren. Nach einem Studium der Kunstgeschichte, der Geschichte und der Buchkunde an der Johannes Gutenberg-Universität Mainz von 1947 bis 1955 wurde Halbey 1955 zum Dr. phil. promoviert. Nach einer kurzen Tätigkeit als Marketingleiter einer Schriftgießerei war er von 1957 bis 1977 Direktor des Klingspor-Museums in Offenbach am Main, eines Museums für moderne Buch- und Schriftkunst. Von 1977 bis 1987 war er Direktor des Gutenberg-Museums in Mainz. In dieser Zeit konnte er 1978 eine original zweibändige Gutenberg-Bibel, genannt B 42, die in New York für 3,6 Mio. DM erworben wurde, der Sammlung des Museums hinzufügen.
Gleichzeitig ging er von 1971 bis 1990 einer Lehrtätigkeit an der Johann Wolfgang Goethe-Universität Frankfurt am Main nach, wo er 1978 zum Honorarprofessor ernannt wurde.
Prominent ist Hans Adolf Halbey durch eigene und aus Fremdsprachen übertragene Kinderbücher geworden, durch die wissenschaftliche Behandlung solcher Bücher als eigenes Genre sowie durch Publikationen zur Buchkunde.
Er war evangelisch, verheiratet mit Marianne Halbey, geborene Schwank, hatte vier Kinder (Joachim, Ulrike, Horst und Christoph) und war Rotarier.

## Werke (Auswahl)
- Pampelmusensalat. 13 Verse für Kinder. Weinheim: 1965, Frankfurt am Main, Wien, Zürich: 1966
- Vatterchen Rotkopf. Weinheim: 1967 (Frz. Ausgabe Paris 1967).
- Es wollt' ein Tänzer auf dem Seil/den Seiltanz tanzen eine Weil'. 18 Gedichte. Aarau und Frankfurt am Main: 1976.
- (als Hrsg.) Scriptura: Meisterwerke der Schriftkunst und Typographie. Dortmund: Harenberg-Ed., 1990. ISBN 3-88379-599-2
- Schrift, Druck, Buch im Gutenberg-Museum: aus den Beständen des Gutenberg-Museums und der Stadtbibliothek. Mainz am Rhein: von Zabern, 1992. ISBN 3-8053-0883-3
- Schmurgelstein so herzbetrunken: Verse und Gedichte für Nonsense-Freunde von 9–99. München et al: Hanser, 1994. ISBN 3-446-15299-7
- Druckkunde für Germanisten, Literatur- und Geschichtswissenschaftler. Bern et al.: Lang, 1994 ISBN 3-906750-89-2
- Bilderbuch-Literatur. Neun Kapitel über eine unterschätzte Literaturgattung. Weinheim: 1997.